# Il canto della rivolta
Il canto della rivolta (Mockingjay) è un romanzo di fantascienza per ragazzi del 2010 scritto da Suzanne Collins, il terzo della trilogia degli Hunger Games, in cui prosegue il racconto di Katniss Everdeen e della futuristica nazione di Panem.
In seguito agli eventi vissuti nel secondo romanzo, La ragazza di fuoco, la guerra tra Capitol City, guidata dal Presidente Snow, e tra i Distretti infuria. Katniss si trova nel Distretto 13, capitanato da Alma Coin, che tutti credevano fosse stato distrutto, assieme agli sfollati del suo vecchio distretto. Il suo compagno Peeta e le vincitrici Johanna ed Enobaria, invece, sono stati fatti prigionieri da Capitol City.
Il romanzo è stato pubblicato negli Stati Uniti il 24 agosto 2010, mentre in Italia è stato pubblicato l'11 maggio 2012.
Dal romanzo sono stati tratti due film, Hunger Games - Il canto della rivolta - Parte 1 (2014) e Parte 2 (2015).

## Ambientazione
Il canto della rivolta è ambientato nella fittizia nazione di Panem, situata in Nord America, con capitale Capitol City, che si trova tra le Montagne Rocciose.
Il Distretto 12, dove abita Katniss, è collocato in una regione ricca di carbone, Appalachia, in riferimento alle Appalachian Mountains, situate nel versante orientale degli Stati Uniti e del Canada.
Ci sono in tutto dodici distretti, oltre al tredicesimo, che fu distrutto da Capitol City per estinguere una rivolta accaduta anni prima.
Gli Hunger Games hanno luogo in un'arena costruita per l'occasione in una località non nota e sempre diversa.

## Trama
Katniss, salvata dai ribelli del Distretto 13, desidera visitare le rovine del Distretto 12, distrutto da Capitol City in rappresaglia alla sua fuga. Circa novecento abitanti, tra cui Gale, Prim e la madre di Katniss, sono riusciti a rifugiarsi nel 13, sviluppatosi nel sottosuolo.
La vita nel Distretto 13 è rigidamente regolata. Prim e la madre lavorano come guaritrici, mentre i ragazzi dai quindici anni in su vengono addestrati come soldati. Katniss, pur faticando ad adattarsi, accetta di diventare il simbolo della rivolta. Inviata nel Distretto 8 per girare dei filmati di propaganda, visita un ospedale e, dopo aver affrontato un attacco aereo insieme a Gale, lancia un messaggio di sfida a Snow: "Se noi bruciamo, voi bruciate con noi".
Guidati dalla Presidente Alma Coin, i ribelli pianificano l'assalto a Capitol City. Katniss accetta di impersonare la Ghiandaia Imitatrice a condizione che i vincitori prigionieri siano liberati e che le sia concesso di uccidere il Presidente Snow. Una squadra di salvataggio riesce a liberare Peeta, Johanna e Annie, ma Peeta, sottoposto al depistaggio, tenta di uccidere Katniss prima di iniziare un difficile percorso di recupero.
Conquistati i distretti, l'assalto a Capitol City ha inizio. Durante l'operazione, la squadra di Katniss cade in numerose trappole, causando la morte di Boggs, Mitchell, Messalla e Finnick. Raggiunta la residenza di Snow, Katniss assiste impotente a un bombardamento che uccide molti bambini e anche Prim. Gravemente ferita e mentalmente provata, viene curata nel Distretto 13.
La Presidente Coin propone un'ultima edizione simbolica degli Hunger Games con ragazzi di Capitol City; Katniss, pur riluttante, vota a favore. Tuttavia, il giorno dell’esecuzione di Snow, comprende che Coin è destinata a instaurare una nuova tirannia e, anziché uccidere Snow, scaglia la freccia contro di lei. Snow muore poco dopo, soffocato o travolto dalla folla.
Paylor viene eletta nuova presidentessa di Panem. Katniss, assolta per instabilità mentale, torna nel Distretto 12, dove, grazie alla presenza di Peeta, inizia lentamente a ricostruire la propria vita e a riconoscere il sentimento che prova per lui.
Nell'epilogo, Katniss e Peeta sono sposati ed hanno due figli.

## Adattamenti cinematografici
L'adattamento cinematografico del film è stato suddiviso in due parti, Hunger Games - Il canto della rivolta - Parte 1 (2014) e Parte 2 (2015), entrambi per la regia di Francis Lawrence, già regista del precedente Hunger Games - La ragazza di fuoco.

## Edizioni
- Suzanne Collins, Il canto della rivolta, traduzione di Simona Brogli, Milano, Mondadori, 2012, ISBN 978-88-04-62188-1.
- Suzanne Collins, Il canto della rivolta, traduzione di Simona Brogli, Milano, Oscar Mondadori, 2013, ISBN 978-88-04-63224-5.